# Echoes (bài hát của Pink Floyd)
"Echoes" là ca khúc của ban nhạc Pink Floyd, là ca khúc thứ 6 và cuối cùng của họ trong album Meddle (1971).  Ca khúc kéo dài tận 23:31, chiếm trọn vẹn mặt B của album trong ấn bản đĩa than, bao gồm rất nhiều đoạn nhạc cụ, hiệu ứng âm thanh và giai điệu chuyển tiếp. Được viết vào năm 1970 bởi cả bốn thành viên (được ghi cho Roger Waters, Richard Wright, Nick Mason, David Gilmour trong bản gốc phát hành), "Echoes" đề cập về lòng trắc ẩn và sự tương tác giữa người với người, một trong những chủ đề lớn của Pink Floyd.
Ca khúc này sau đó cũng được cho vào album tuyển tập của ban nhạc, Echoes: The Best of Pink Floyd. "Echoes" là ca khúc dài thứ 3 trong sự nghiệp của Pink Floyd, sau "Atom Heart Mother" (23:44) và bản tổng hợp của "Shine On You Crazy Diamond" (26:01). Không như 2 ca khúc trên, "Echoes" không thể tách biệt ra làm nhiều đoạn nhỏ; tuy vậy thực tế ca khúc này được thu âm theo từng đoạn riêng biệt, và ban nhạc đã chia đôi ca khúc này để mở đầu và kết thúc buổi trình diễn sau này được quay thành bộ phim Live at Pompeii.

## Sáng tác
Mỗi đoạn vào chính của ca khúc được tiếp theo đó 3 tiểu đoạn nhỏ hơn. Ca khúc đã sử dụng rất nhiều hiệu ứng âm nhạc tiên tiến hoặc chưa từng được sử dụng. Tiếng giọt nước xuất hiện ở phần mở đầu của ca khúc là thành quả của rất nhiều thử nghiệm trong suốt quá trình thu âm Meddle: đó thực tế là tiếng piano được khuếch đại vang rồi chỉnh âm qua máy chỉnh âm Leslie. Phần lớn cấu trúc của bài hát được viết ở giọng Đô thứ. Một đoạn funk đặc trưng xuất hiện ở khoảng phút thứ 7. David Gilmour đã chơi rất nhiều đoạn luyến trong các hiệu ứng âm thanh trong phòng thu cũng như phần mở màn của các buổi trình diễn trực tiếp suốt những năm 1971-1975. Tiếng gió thổi được tạo ra khi Roger Waters miết dây bass guitar của mình và chuyển âm thanh qua máy Binson Echorec. Phần tiếng nhạc cụ điện giả tiếng hát của mòng biển được Gilmour vô tình phát hiện ra khi thu âm guitar với pedal sai kỹ thuật. Nick Mason nói: "Tiếng guitar ở đoạn giữa của "Echoes" được tạo ra rất tình cờ khi Dave cắm nhầm giắc cắm của chiếc pedal ở mặt sau ra mặt trước. Đôi khi những hiệu ứng tuyệt hảo lại tới hoàn toàn từ may mắn, và chúng tôi thì luôn sẵn sàng bắt lấy bất cứ thứ gì hữu dụng cho một ca khúc nào đó. Những nền tảng mà chúng tôi có được từ Ron Gressin rằng nên đi xa hơn mọi khuôn sách đã để lại dấu ấn ở đây."
Đoạn "hòa âm" ở phần giữa của ca khúc được tạo nên bằng cách đặt 2 cuộn băng ở 2 góc đối diện của phòng thu: chiếc băng chính sẽ được ghi trong một máy thu và phát lại khi ghi âm, chiếc băng còn lại cũng được thu cùng lúc đó. Điều này khiến cho 2 đoạn băng không trùng khớp nhau, dẫn tới việc thay đổi lớn trong cấu trúc của các hợp âm, làm cho đoạn nhạc trở nên rất "ướt" và "vang vọng". Các tiếng gió rít được tạo bởi Richard Wright khi thu lại tiếng cắm vào và rút ra các giắc cắm ở chiếc Hammond organ. Tiếng quạ được bổ sung bằng một số đoạn băng thâu sẵn (mà ban nhạc đã từng dùng trong nhiều ca khúc trước đó như "Set the Controls for the Heart of the Sun"). Phần sau của ca khúc bao gồm nhiều nốt câm chơi bởi Gilmour trong khi Wright chơi nhiều đoạn organ solo phỏng theo The Beach Boys trong ca khúc "Good Vibrations". Bài hát chuyển sang nhịp 12/8 sau khi qua đoạn điệp khúc trong khi các đoạn trước đó được chuyển giữa các nhịp 4/4, 6/8 và 6/4. Tiếng "ca voi" được bổ sung vào đoạn trống. Ca khúc kết thúc bằng một đoạn chạy gam Shepard-Risset.
Bản nháp
Ca khúc vốn là một bản tổng hợp các sáng tác riêng lẻ của từng thành viên, ghi lại dưới tên "Nothing, Parts 1–24". Các đoạn băng thu nháp được thực hiện lần lượt dưới những tên như "The Son of Nothing" và "The Return of the Son of Nothing" – những nhan đề này sau đó được sử dụng nhằm giới thiệu vào năm 1971 các phần nháp chưa từng được ban nhạc công bố.
Trong quá trình sản xuất, đoạn vào đầu tiên của ca khúc vốn chưa được xác định rõ ràng. Nó vốn được viết nhằm thể hiện cuộc gặp gỡ giữa hai con người trên thiên đàng, song vì quan điểm Waters luôn muốn Pink Floyd cũng phải là đại diện của space rock nên phần lời đã được chỉnh sửa để cũng có thể được hình dung rằng đó là một cuộc gặp gỡ dưới nước.
Tiêu đề "Echoes" là vấn đề lớn nhất mà ban nhạc gặp phải trước và sau khi phát hành Meddle. Waters, vốn là một người hâm mộ bóng đá, đề nghị đặt tên ca khúc "We Won the Double" nhằm ca ngợi chiến thắng của Arsenal vào năm 1971; còn trong tour diễn năm 1972 tại Đức, anh lại giới thiệu ca khúc này dưới tên "Looking Through the Knothole in Granny's Wooden Leg" (liên hệ với The Goon Show, cụm từ này xuất hiện trong tập "The £50 Cure"), và sau đó dưới tên "The Dam Busters".
Ý nghĩa
Trong một bài phỏng vấn trên tạp chí Rolling Stone, Waters tiết lộ rằng phần ca từ được viết nhằm miêu tả "cảm xúc rằng con người luôn cần nhận biết tính nhân văn ở đồng loại, bằng sự đồng cảm chứ không phải bằng sự ganh ghét." Anh cũng nhấn mạnh rằng ca khúc này lấy nhiều ý tưởng từ album trước đó The Dark Side of the Moon, và với "Echoes", âm nhạc của Pink Floyd bắt đầu quan tâm hơn tới con người và tính nhân văn hơn là những chuyến du hành vũ trụ và những hình tượng mang tính psychedelic.

## Trình diễn trực tiếp
Ca khúc này là một phần trong các buổi diễn của ban nhạc trong những năm 1971–75. Trong Live at Pompeii, bài hát được cắt ra làm 2 đoạn riêng biệt. Các buổi diễn vào năm 1974 và 1975 có phần hát bè và hát nền của Vanetta Fields và Carlena Williams và phần chơi saxophone solo bởi Dick Parry thay cho đoạn guitar solo (kể từ buổi diễn tại Mỹ năm 1975, Gilmour thường để phần guitar solo ở đoạn giữa ca khúc cho saxophone của Parry).
Ca khúc này cũng được thể hiện trong tour diễn vòng quanh thế giới A Momentary Lapse of Reason của nhóm, song phần hát chính được thay đổi khi Wright hát phần bè thấp vốn của Gilmour và ngược lại. Ban nhạc đã chơi 11 buổi diễn song không hài lòng với những phần trình diễn đó. Cũng nhấn mạnh rằng Wright đã sử dụng máy chỉnh âm thay cho Farfisa organ.
Gilmour cũng từng chơi ca khúc này trong tour On an Island vào năm 2006, với Wright hát phần bè thấp, còn Jon Carin hát phần bè cao. Đây cũng là lần duy nhất chiếc Farfisa được tái sử dụng. Phần trình diễn này sau đó được cho vào DVD Remember That Night và album Live in Gdańsk của Gilmour.

## Tin đồn với2001: A Space Odyssey
Cũng như tin đồn Dark Side of the Rainbow, "Echoes" cũng bị đồn rằng được viết cho bộ phim năm 1968 của Stanley Kubrick, 2001: A Space Odyssey, nếu đem so sánh với đoạn nhạc cuối phim (có tên "Jupiter and Beyond the Infinite").
"Echoes" được phát hành 3 năm sau khi bộ phim ra đời và có độ dài 23:31, khá gần với bài "Infinite" trong phim. Các hiệu ứng âm thanh ở đoạn giữa bài hát cũng đem tới cảm giác một chuyến du hành tới hành tinh khác. Tiếng máy bay không người lái nghe thấy ở đoạn cuối phim 2001 rất giống với đoạn bass ở giữa và đoạn chạy gam kết thúc ca khúc. Một trong những chi tiết đáng chú ý khác là việc chuyển cảnh xuất hiện đúng lúc guitar và keyboard đều đồng loạt chơi vút lên để phần lời xuất hiện trong đoạn vào thứ 2. Phần ca từ của "Echoes" cũng liên hệ tới các hành tinh, gần với hình tượng sao Mộc (Jupiter) và các vệ tinh của nó. Adrien Maben sau này tái hiện lại những hình ảnh liên tưởng của âm nhạc trong phần director cut của Live at Pompeii.
Dĩ nhiên, ban nhạc luôn khẳng định không có sự liên hệ giữa bài hát và bộ phim. Hơn nữa, kỹ thuật chỉnh phim và thu âm vào năm 1971 nhìn chung là quá đắt so với kinh phí sản xuất của nhóm. Tuy nhiên, cũng cần nói rằng Pink Floyd đã từng có kinh nghiệm trong việc thực hiện nhạc phim, điển hình như bộ phim More vào năm 1969. Waters sau đó có nói rằng việc ban nhạc không thể tham gia cộng tác viết nhạc cho bộ phim 2001 là "điều đáng tiếc nhất" của mình.
Tới năm 1973, bộ phim Crystal Voyager của George Greenough đã mang nguyên 23 phút của "Echoes" vào đoạn kết với những hình ảnh chụp bởi camera Greenough đặt trên lưng khi anh lướt sóng.

## Vụ cáo buộc đạo nhạc
Trong buổi phỏng vấn quảng bá album Amused to Death, Roger Waters bất ngờ tiết lộ rằng Andrew Lloyd Webber đã đạo nhạc phần điệp khúc từ "Echoes" cho đoạn nhạc trong vở nhạc kịch Bóng ma trong nhà hát. Tuy nhiên, Waters không có ý định kiện tụng về vấn đề này. Anh nói: "Phải, đoạn đầu trong bài hát của Bóng ma đó lấy nguyên từ "Echoes". *DAAAA-da-da-da-da-da*. Tôi không thể tin vào tai mình nữa. Thậm chí nó còn cùng nhịp luôn – nhịp 12/8 – trong cùng một cấu trúc, với cùng từng đó nốt. Hoàn toàn giống từng thứ. Thật đáng khinh, nó xứng đáng cho mọi vụ tố tụng. Song tôi nghĩ tôi nghĩ rằng cuộc sống chẳng quá dài để phải bận tâm với việc đi kiện gã Andrew Lloyd Webber chết tiệt."

## Thành phần tham gia sản xuất
- David Gilmour – hát chính, guitar, hiệu ứng âm thanh.
- Richard Wright – hát, Hammond M-102 organ, Farfisa, piano (qua bộ chuyển âm Leslie), hiệu ứng âm thanh.
- Roger Waters – bass, hiệu ứng âm thanh.
- Nick Mason – trống, định âm, hiệu ứng âm thanh.